# Lahnfels
Lahnfels war von 1970 bis 1974 eine kurzlebige Gemeinde im ehemaligen mittelhessischen Landkreis Marburg.
Koordinaten: 50° 52′ N, 8° 45′ O
Die Gemeinde entstand im Zuge der Gebietsreform in Hessen am 31. Dezember 1970 durch den freiwilligen Zusammenschluss der damals selbstständigen Gemeinden Goßfelden und Sarnau. Sie gehört damit zu den Gemeinden, die bereits zu Beginn der Gebietsreform auf freiwilliger Basis fusionierten. Am 1. Juli 1974 wurde die noch junge Gemeinde dann kraft Landesgesetz mit drei weiteren Gemeinden zur erweiterten Gemeinde Lahntal zusammengeschlossen.